# Fathy Bourayou
Fathy Bourayou est un dessinateur de presse et réfugié politique algérien. Il est également le fondateur du festival international du dessin de presse, de la caricature et de la satire à l'Estaque, Marseille. 

## Biographie
Fathy Bourayou est un dessinateur de presse et réfugié politique algérien. En 1988, il participe à créer le Jeune indépendant, en Algérie. Ce journal est interdit après sa quatrième édition, traitant de la torture en Algérie. Menacé et poursuivi, il se réfugie à Marseille. Il continue à travailler comme dessinateur. En 2011, il crée le premier festival international du dessin de presse, de la caricature, et de la satire, qui a lieu tous les ans à l'Estaque. Après les attentats de Charlie Hebdo, en 2015, il intervient pour promouvoir la liberté de presse, présentant les dessinateurs de presse comme des "fantassins de la liberté". Lors des mouvements sociaux de 2019 en Algérie, il prend position publiquement en signant l'appel des deux rives.